# Michele Novaro
Michele Novaro (Genua, 23 december 1822 – aldaar, 21 oktober 1885) was een Italiaans componist, muziekpedagoog, koordirigent en zanger.

## Levensloop
Novaro studeerde compositie en zang aan het Conservatorio "Niccolò Paganini" in zijn geboortestad Genua. Hij leefde in Genua als zangleraar en componist. Als Italiaanse patriot en overtuigde liberale schreef hij hymnen en vaderlandslievende liederen op nationalistische teksten voor de vrijheid van Italië, de oorzaak van de Italiaanse Risorgimento. Hij was een initiatiefnemer voor de steun van Giuseppe Garibaldi en zamelde donaties en giften. Hij is de componist van het Italiaanse volkslied Fratelli d’Italia op een tekst van Goffrede Mameli. Verder is van hem een hymne bekend op een gedicht van Joseph Bertoldi Piemonte.
In 1847 kreeg hij aan het Teatro Regio di Torino en aan het Teatro Carignano een aanstelling als tweede tenor en koordirigent. In 1864 richtte hij de "Scuola Corale Popolare" op en was aldaar leraar. Als zakenman was hij niet getalenteerd en stierf arm in financiële moeilijkheden en gezondheidsproblemen. Novaro werd op de Monumentale begraafplaats van Staglieno naast het graf van Giuseppe Mazzini begraven.

## Composities

### Werken voor orkest
- Una battaglia e altri pezzi, voor orkest

### Muziektheater

#### Opera's
| Voltooid in | titel            | aktes | première    | libretto |
| ----------- | ---------------- | ----- | ----------- | -------- |
| 1874        | O mego per forza |       | 1874, Genua |          |

### Liederen
- Inno di Mameli, voor samenzang en orkest (of harmonieorkest)
- La raccolta Viva l'Italia!, 13 populaire liederen voor zangstem
- L'inno Fratelli d'italia! (Canto degli Italiani), Italiaans volkslied - tekst: Goffrede Mameli[2]
- Suona la tromba, hymne op tekst van Goffrede Mameli[3]
- Inno "O gran Dio che a difesa dei troni", voor samenzang en harmonieorkest[4]

## Media
1. ↑  Er bestaan andere bronnen die het jaar 1818 als geboortejaar documenteren (zie:
2. ↑  L'inno Fratelli d'italia! (Canto degli Italiani). Gearchiveerd op 19 februari 2017.
3. ↑  Suona la tromba door Carlo Matti (piano), Coro Michele Novaro, o.l.v. Maurizio Benedetti. Gearchiveerd op 20 oktober 2023.
4. ↑  Inno "O gran Dio che a difesa dei troni" door Coro Accademia Santa Cecilia en Juni Orchestra o.l.v. Ciro Visco

- Bibsys: 6058006
- Biblioteca Nacional de España: XX4782553
- Bibliothèque nationale de France: cb13924135f (data)
- CiNii: DA14607242
- Gemeinsame Normdatei: 1014041163
- International Standard Name Identifier: 0000 0001 1621 7026
- Library of Congress Control Number: n2002071788
- MusicBrainz: 5a561500-256d-4cd4-ac4b-03b868948d59
- Nationale Bibliotheek van Tsjechië: mzk2012714403
- Nationale bibliotheek van Australië: 49287959
- Nationale Bibliotheek van Israël: 987008729680505171
- Istituto Centrale per il Catalogo Unico: CFIV321471
- Trove: 1491025
- Virtual International Authority File: 37104124
- WorldCat: E39PBJh4tkFYVVBbTk6GK6y8G3